# Stephan Gutzwiller

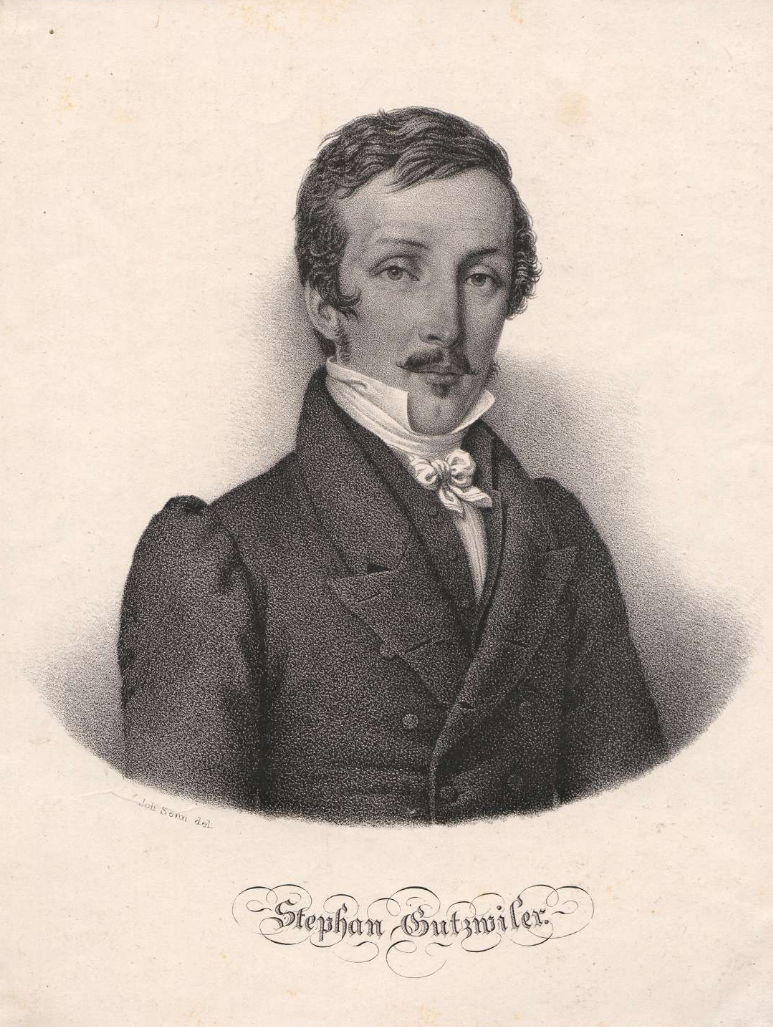
Stephan Gutzwiller

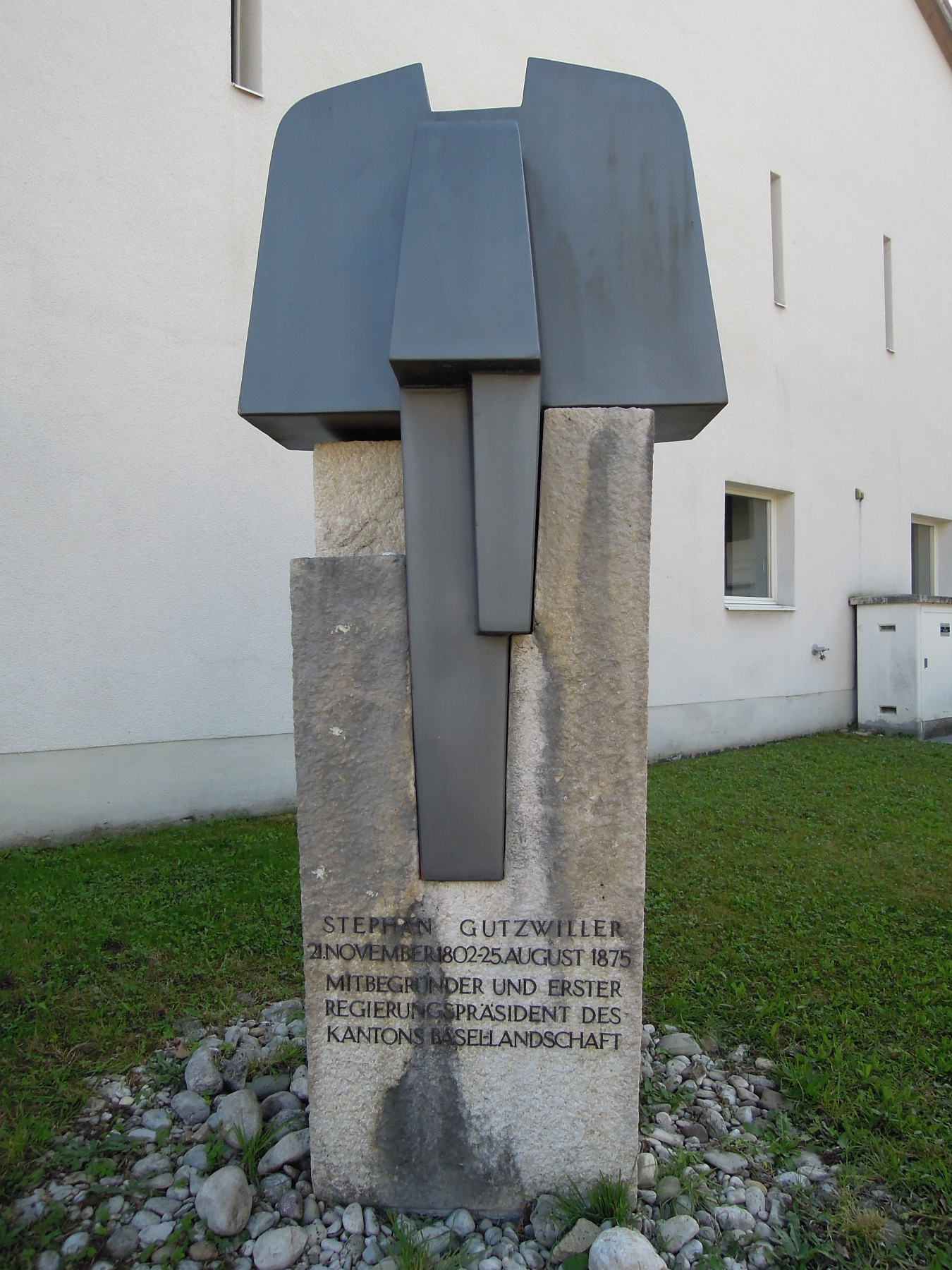
Plastik 1983 von Jakob Engler. Gemeindebibliothek Therwil.

Stephan Gutzwiller (* 21. November 1802 in Therwil; † 29. August 1875 in Interlaken) war ein Schweizer Anwalt, Politiker und Hauptführer der Baselbieter Revolution, welche zur Einführung der direkten Demokratie im Kanton Basel-Landschaft und 1833 zur Basler Kantonstrennung führte.

## Biografie
Stephan Gutzwiller wurde 1802 als Sohn des Hufschmieds Joseph Thomas Gutzwiller in Therwil geboren, welches zu jener Zeit ein französisches Dorf im Département Haut-Rhin war. Er empfand eine starke Sympathie für den westlichen Nachbarn, für die französische Sprache und Literatur und die Geschichtsschreibung. Nach dem Besuch des Lyzeums in Solothurn begann er in Würzburg ein Theologiestudium, wechselte jedoch nach zwei Jahren zur Jurisprudenz. Er zog nach Heidelberg und später nach Basel, wo er 1827 die Anwaltsprüfung ablegte. Der junge, von den Ideen des Liberalismus begeisterte Basler eröffnete am Barfüsserplatz in Basel ein eigenes Büro und wurde im Herbst 1827 vom Grossen Rat zum Mitglied des Parlaments gewählt. Damit begann Gutzwillers politische Karriere. Freunde und Gegner attestierten ihm hohe Intelligenz, feurige Beredsamkeit und brennenden Ehrgeiz.

Am 18. Oktober 1830 fand sich Gutzwiller als geistiger Führer der Landpartei zusammen mit 39 weiteren Bürgern der Landschaft im Bad Bubendorf ein und Stephan Gutzwiller formulierte mit ihnen eine Bittschrift für eine Erweiterung der Volksrechte der Landbevölkerung. Diese Bittschrift war der Auftakt zum Verfassungsstreit und damit zum darauf folgenden Bürgerkrieg.

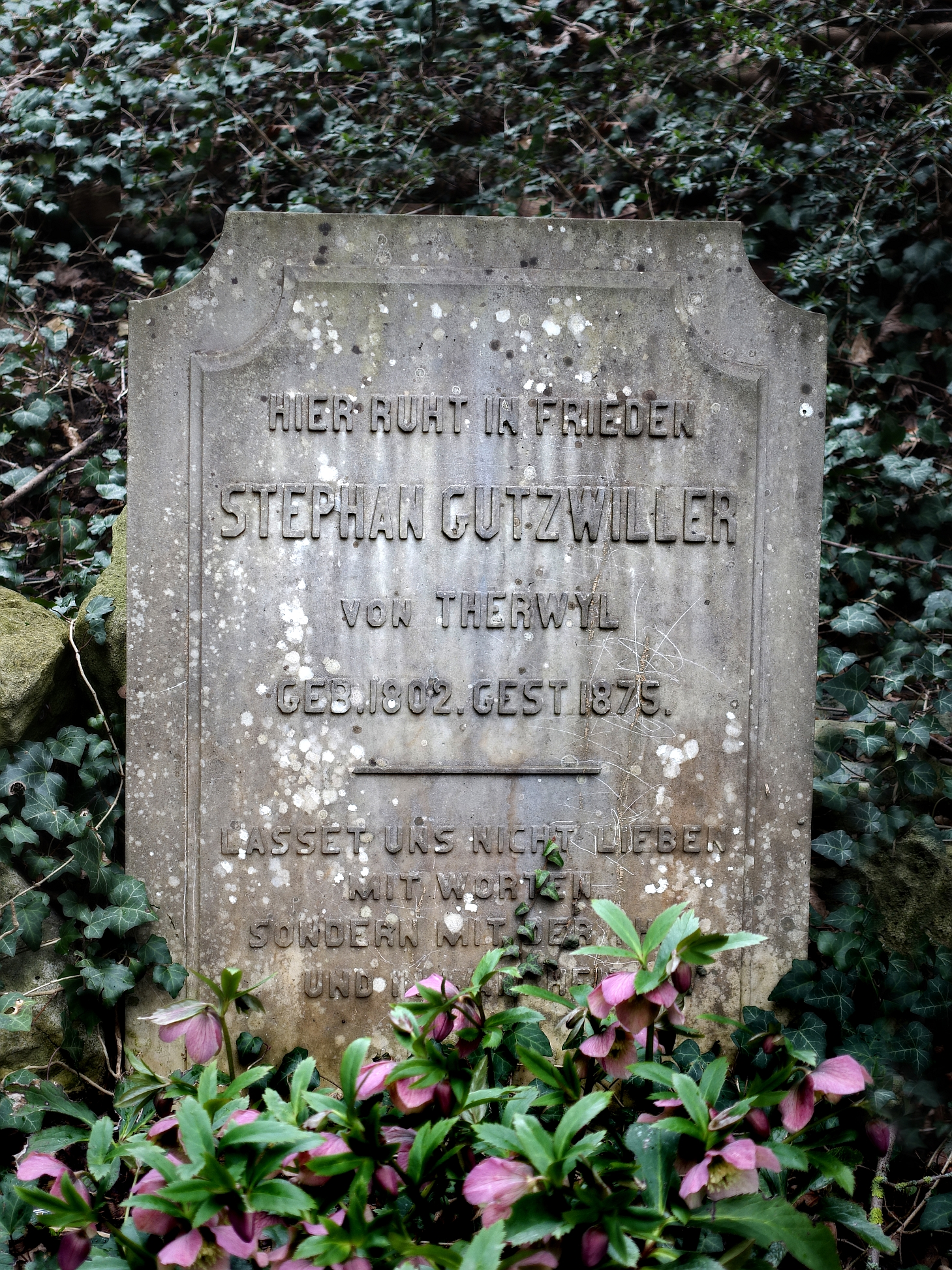
Grabstein auf dem Friedhof in Liestal

Die Bittschrift wurde durch die von der Stadt Basel beherrschte reaktionäre Behörde abgewiesen und die Volksbewegung war nicht mehr aufzuhalten. Sie überrollte ihren Anführer Stephan Gutzwiller und er wurde, was er nie sein wollte: ein Revolutionär. Innerhalb von drei Jahren führte die Bewegung zu einem Ergebnis, das Gutzwiller vermeiden wollte, zur Trennung des Kantons Basels in die Halbantone Basel-Landschaft und Basel-Stadt.
Anfang 1831 wurde in Liestal eine provisorische Regierung gewählt und Gutzwiller wurde deren Chef. Der Konflikt eskalierte zur offenen Revolte und die städtische Regierung ging militärisch gegen die Aufständischen vor. Gutzwiller wurde vom Basler Kriminalgericht in Abwesenheit zu sechs Jahren Kerker verurteilt und es wurde ihm sein Aktivbürgerrecht auf zwölf Jahre entzogen. Aber vom Volk wurde er, wo immer er auftauchte, als Held gefeiert.
Am 17. März 1832 gründeten 46 Gemeinden den selbstständigen Kanton Basel-Landschaft und Stephan Gutzwiller wurde Präsident des Verfassungsrats, danach Präsident des Landrats und Präsident des Regierungsrats. Nach dem Gefecht an der Hülftenschanz besiegelte am 26. August 1833 die Eidgenössische Tagsatzung die Trennung von Landschaft und Stadt.
1848 wurde durch die schweizerische Bundesverfassung garantiert, wofür Gutzwiller 20 Jahre zuvor gekämpft hatte: Rechtsgleichheit und Grundrechte für alle Bürger.
Gutzwiller zog sich im Laufe der 1840er Jahre aus der Kantonspolitik ins Berufs- und Privatleben und 1846 nach Arlesheim zurück. Er starb am 29. August 1875 in Interlaken und wurde auf eigenen Wunsch nicht im Wohnort Therwil, sondern im Kantonshauptort Liestal begraben.

## Ämter
- Präsident der Provisorischen Regierung 1831
- Präsident des Verfassungsrats 1832
- Präsident der Regierung 1832–1833
- Leiter der Baselbieter Delegation in der Teilungskommission 1833–1835
- Landrat 1833–1841, Präsident 1833 und 1837
- Präsident des Erziehungsrats 1835–1838
- Tagsatzungsgesandter 1832–1834, 1836, 1841
- Bezirksschreiber in Liestal 1834–1837
- Anwaltsbüro in Liestal 1833–1841
- Agent der Saline Schweizerhalle
- Haupt der Ordnungspartei
- Oberrichter 1841–1853 und 1854–1860, mehrmals Präsident
- Ständerat 1848–1851
- Nationalrat 1851–1872
- Verwaltungsrat der BL Hypothekenbank 1849–1871
- Verwaltungsrat der Schweiz. Centralbahn 1860–1864 und 1867–1872